# Mirtha María Flawiá
Mirtha María Flawiá (San Miguel de Tucumán, 16 de junio de 1943) es una bioquímica argentina graduada de la Facultad de Bioquímica, Química y Farmacia de la Universidad Nacional de Tucumán y Doctora en Química graduada en la Facultad de Ciencias Exactas y Naturales de la Universidad de Buenos Aires. Es investigadora superior del Consejo Nacional de Investigaciones Científicas y Técnicas (CONICET) y trabaja en el Instituto de Investigaciones en Ingeniería Genética y Biología Molecular "Dr. Héctor N. Torres" (INGEBI). Se especializa en investigar temas relacionados con los Mecanismos de transducción de señales, el ciclo de infección del Trypanosoma cruzi y la enfermedad del Chagas.  Recibió el Premio Bernardo Houssay en el año 1987 y la Mención de Honor "Women in Science" de UNESCO en el año 2000 y el Diploma al Mérito en Bioquímica y Biología Molecular de la Fundación Konex en el año 2013.

## Trayectoria Profesional
Es Vicepresidenta de asuntos científicos del CONICET desde el año 2012 y, desde el 2009 es Profesora emérita en el Área de Biología Molecular y Celular del Departamento de Fisiología, Biología Molecular y Celular, de la Facultad de Ciencias Exactas y Naturales de la UBA.
Fue Directora del Instituto de Ingeniería Genética y Biología Molecular Dr. Héctor N. Torres (INGEBI-CONICET) entre 2008 y 2012 y es investigadora del mismo instituto. Ha dirigido cerca de 44 becarios, técnicos, investigadores en formación y docentes universitarios así como 18 de tesis doctorales. Ha publicado más de 100 trabajos en revistas nacionales e internacionales en temas relacionados con los Mecanismos de transducción de señales, el ciclo de infección del Trypanosoma cruzi.

## Premios y reconocimientos
- Premio Bernardo Houssay en el año 1987.[2]
- Mención de Honor "Women in Science"  de UNESCO en el año 2000.[2]
- Diploma al Mérito en Bioquímica y Biología Molecular de la Fundación Konex en el año 2013.[4][12]